# Kim Poirier
Kim Poirier est une actrice québécoise née le 6 février 1980 à Drummondville.

## Filmographie

### Cinéma
- 2001 : Danger en haute mer : Lisa Alford
- 2002 : Les Rats : Jay
- 2002 : Ni vue, ni connue : Heather
- 2002 : American Psycho 2: All American Girl : Barbara
- 2004 : L'Armée des morts : Monica
- 2004 : Sœurs de glace (Decoys) : Constance
- 2006 : Decoys 2 : Alien Seduction : Constance Snowden
- 2011 : Silent But Deadly : Sandra

### Télévision
- 2000 : Classé X (Rated X) : Jamie l'actrice
- 2001 : Paradise Falls (série télé) : Roxy Hunter
- 2004 : Un poids sur la conscience (While I Was Gone) : Dana Jablonski